# 红口蛙螺
红口蛙螺（学名：Tutufa bufo）是玉黍螺目蛙螺科大蛙螺属的一种。主要分布于台湾，常栖息在浅海珊瑚礁、岩石底。